# Gokiso (metropolitana di Nagoya)
Gokiso (御器所駅?, Gokiso-eki) è una stazione della metropolitana di Nagoya situata nel quartiere di Shōwa-ku a Nagoya, in Giappone. Offre l'interscambio fra le linee Tsurumai e Sakura-dōri.

## Linee
Linea Tsurumai (T12)
 Linea Sakura-dōri (S10)

## Struttura
La stazione, sotterranea, offre l'interscambio fra le due linee, entrambe con banchine centrali e due binari passanti.
| 1 | Linea Tsurumai    | per Yagoto, Akaike e Toyotashi          |
| 2 | Linea Tsurumai    | per Fushimi, Kami-Otai e Inuyama        |
| 3 | Linea Sakura-dōri | per Aratama-bashi, Nonami e Tokushige   |
| 4 | Linea Sakura-dōri | per Imaike, Nagoya e Nakamura Kuyakusho |

## Stazioni adiacenti
| «                 | Servizio       | »              |
| Linea Tsurumai    | Linea Tsurumai | Linea Tsurumai |
| ----------------- | -------------- | -------------- |
| Arahata           | -              | Kawana         |
| Linea Sakura-dōri |                |                |
| Fukiage           | -              | Sakurayama     |